# Обезьяна и краб

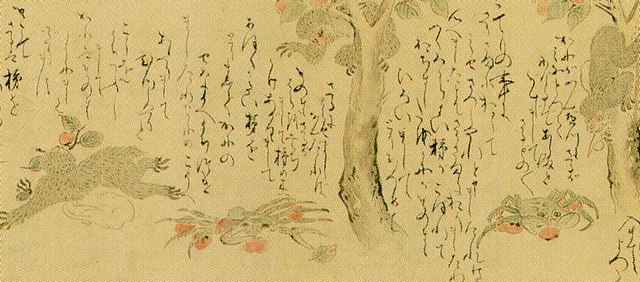
Saru Kani Gassen Emaki, редкие эмакимоно этой сказки, относящиеся к периоду Эдо

«Обезьяна и краб» (яп. さるかに合戦) — японская народная сказка о коварной обезьяне, убившей краба, и о возмездии за содеянное.

## Сюжет
Во время прогулки крабиха находит рисовый колобок. Хитрая обезьяна убеждает крабиху обменять его на семечко хурмы. Поначалу крабиха расстроилась невыгодному обмену, но, будучи посаженным в землю, семечко выросло в развесистое дерево, с которого свисали обильные плоды. Так как крабиха не могла сама сорвать плоды с дерева, то попросила помочь обезьяну. Обезьяна же, взгромоздившись на ветку, стала выбирать спелые фрукты и поедать их сама, не выказывая ни малейшего намерения поделиться с крабихой. Когда крабиха выразила своё неудовольствие, обезьяна в ответ швырнула в неё твердой незрелой хурмой. Удар оказался смертельным, но перед тем как испустить дыхание, крабиха успевает родить маленьких деток-крабов.
Дети краба решают отомстить обезьяне. Вместе со своими союзниками — каштаном, ступой усу (англ.), пчелой и коровьим кизяком крабы двинулись к обезьяньему жилищу. Пока обезьяна отсутствовала, каштан спрятался в очаге, пчела — в ведёрко с водой, коровий кизяк разлёгся на земляном полу, и ступка затаилась на крыше. Когда обезьяна вернулась домой, то устроилась погреться у очага, в это время раскалённый каштан выстрелил из огня и обжёг обезьяну. Попыталась она охладить ожоги водой из ведра, но пчела была тут как тут, и больно ужалила обезьяну. Когда же испуганная обезьяна кинулась бежать из дома, то поскользнулась на коровьем кизяке, а с крыши упала ступка и поразила вероломного врага насмерть.

## Варианты сюжета

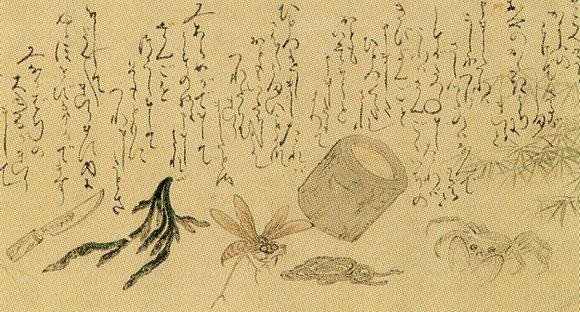
Дети краба, идущие отомстить с помощью ступки, змеи, пчелы, водорослей (Eisenia bicyclis), и кухонного ножа.

Название сказки, список союзников, и детали нападения изменяются в разных частях Японии. Например, в Кансае одним из союзников является масло. В версии, опубликованной в японском учебнике 1887 года, яйцо появляется на месте каштана, а пучок водорослей заменяет кизяк. Яйцо атакует обезьяну, взрываясь, а водоросли выскальзывают из-под ног.
В совершенно иной версии сказки, когда обезьяна взбирается на дерево и забирает всю хурму себе, краб советует ей повесить корзину с фруктами на тонкую веточку. Когда обезьяна поступает по совету краба, ветка ломается и хурма из корзины рассыпается по земле. Краб быстро хватает плод и утаскивает его в нору. Рассерженная обезьяна решает испражниться на краба, и пристраивает свой зад к отверстию норы. Краб, тем временем, быстро обривает ягодицы обезьяны, оттого, будто бы, по сей день обезьяны имеют голый зад, а на клешнях крабов растут волоски.
Подобные истории с участием обезьяны и краба, или обезьяны и жабы, или совсем других животных, желающих отомстить, встречаются в Китае, Корее, Монголии, также и среди айнов.

## Культурное влияние и переводы
Японский новеллист двадцатого века Акутагава Рюноскэ написал основанный на сказке короткий рассказ, иронизирующий над современным общественным мнением, в котором, после мести за смерть матери, краб приговорён к смертной казни, а его сообщники — к пожизненной каторге.
История несколько раз переводилась на английский язык: Дэвидом Томсоном (в третьем томе «Japanese Fairy Tale Series» Хасэгавы Такэдзиро, 1885), Эйко Теодорой Одзаки (1908), Эндрю Лэнгом (в книге «The Crimson Fairy Book», 1903). В версии истории, изданной Лэнгом (Lang), краб не был убит, но обезьяна оставляет его умирать. В современных пересказах сказки насилие также часто значительно смягчено.